# MrBeast
Џими Доналдсон (енгл. Jimmy Donaldson; Вичита, 7. мај 1998), познатији под онлајн-псеудонимом MrBeast (изг. Мистер Бист), амерички је јутјубер, предузетник и филантроп. Приписује му се покретање жанра видео-снимака на YouTube-у који су усредсређени на скупе егзибиције.
Суоснивач је активистичког фонда Тим Дрвеће, чији је циљ прикупљање средстава за Фондацију Arbor Day — организацију за садњу дрвећа која се обавезује да ће засадити једно дрво за сваки донирани амерички долар. Закључно с октобром 2020. године, пројекат је прикупио више од 22,3 милиона долара и засадио 4,6 милиона стабала.

## Биографија
Доналдсон је рођен 7. маја 1998. у Канзасу, у Сједињеним Америчким Државама. Године 2016. дипломирао је на Хришћанској академији у Гринвилу. Из колеџа се исписао јесени 2016. како би се посветио сталној јутјуберској каријери.

## Каријера

### Историја
Доналдсон је 2011, са својих тринаест година, почео да отпрема видео-снимке на YouTube. Његов канал је носио назив „МrBeast6000”. У почетку је садржај (контент) канала обухватао видео-снимке жанра летсплеј, a касније су то били видеи попут процењивања богатства других јутјубера. Међутим, његови клипови нису били толико популарни — сваки је у просеку имао по хиљаду прегледа. Тако је било све до објаве видео-снимка 2017. у којем је Доналдсон бројао до 100.000, који је за само неколико дана прикупио десетине хиљада прегледа. Закључно с 3. јануаром 2021, Доналдсон има 71,5 милиона претплатника на главном каналу и преко 12 милијарди прегледа.  Има потписан уговор с компанијом за менаџмент талената Night Media, са седиштем у Даласу.